# Paurocephala heterotrichi
Paurocephala heterotrichi är en insektsart som beskrevs av Caldwell och Martorell 1952. Paurocephala heterotrichi ingår i släktet Paurocephala och familjen rundbladloppor. Inga underarter finns listade i Catalogue of Life.